# フリッツ・ロイター

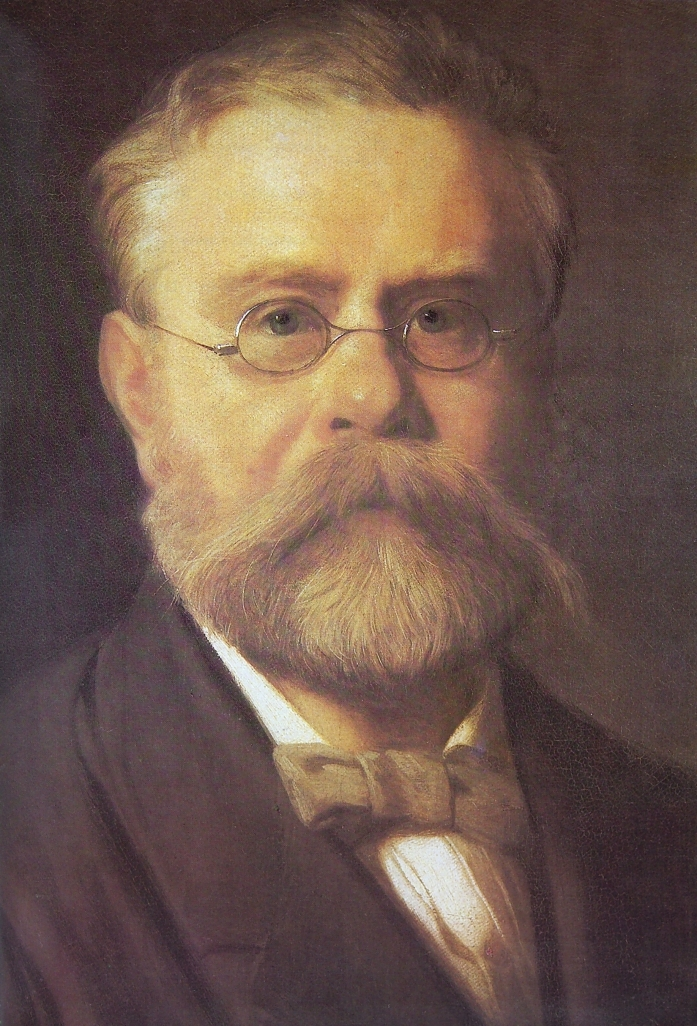
フリッツ・ロイターのポートレート

フリッツ・ロイター（独: Fritz Reuter, 1810年11月7日 - 1874年7月12日）は、19世紀のドイツの詩人である。

## 概要
ドイツ北東部メクレンブルク＝フォアポンメルン州のシュターフェンハーゲン(Stavenhagen)で生まれた。
低地ドイツ語で郷土での生活をユーモラスに描き、近代郷土文芸の先駆者とされる。「宿なし」「フランス時代より」「わが農民時代より」など代表的な作品がある。
低地ドイツ語は、ロイターのような低地ドイツ語作家の存在にもかかわらず、高地ドイツ語のよう標準ドイツ語として確立されていなかった。
晩年はテューリンゲン州のアイゼナハに移り、当地で逝去した。